# Aboo Bakar Augustin
Aboo Bakar Augustin est un footballeur mauricien né le 28 septembre 1983. 
Il joue au poste de gardien de but au Cercle de Joachim SC. Il est international mauricien depuis 2009.

## Palmarès
- Champion de Maurice en 2010 avec le Pamplemousses SC
- Champion de Maurice en 2014 avec le Cercle de Joachim SC